# Millbury (Massachusetts)
Millbury é uma vila localizada no condado de Worcester no estado estadounidense de Massachusetts. No Censo de 2010 tinha uma população de 13.261 habitantes e uma densidade populacional de 311,52 pessoas por km².

## Geografia
Millbury encontra-se localizado nas coordenadas 42° 11′ 32″ N, 71° 46′ 40″ O. Segundo o Departamento do Censo dos Estados Unidos, Millbury tem uma superfície total de 42.57 km², da qual 40.68 km² correspondem a terra firme e (4.43%) 1.89 km² é água.

## Demografia
Segundo o censo de 2010, tinha 13.261 pessoas residindo em Millbury. A densidade populacional era de 311,52 hab./km². Dos 13.261 habitantes, Millbury estava composto pelo 94.24% brancos, o 1.33% eram afroamericanos, o 0.2% eram amerindios, o 1.87% eram asiáticos, o 0.07% eram insulares do Pacífico, o 0.68% eram de outras raças e o 1.61% pertenciam a duas ou mais raças. Do total da população o 2.31% eram hispanos ou latinos de qualquer raça.